# Sam Lucas
Sam Lucas (Romney (Virginia Occidentale), 1850 – 5 gennaio 1916) è stato un attore e cantante statunitense di teatro e cinema.

## Biografia
In diverse delle sue biografie, Lucas ha affermato che i suoi genitori erano degli schiavi appartenenti a un proprietario di piantagioni di Romney (Virginia Occidentale), di nome Samuel Cockerill il quale, alla sua morte tra la fine del 1841 e gli inizi del 1842, lasciò nelle sue volontà testamentarie di affrancare tutti i suoi schiavi, donando loro la somma di 500 dollari ciascuno in modo da poter abbandonare lo stato della Virginia e non dover più essere sottoposti allo status di schiavi. Fu così che la sua famiglia abbandonò la Virginia per stabilirsi nella cittadina di Washington Court House, nello stato dell'Ohio. 
La sua carriera iniziò in Blackface nei Minstrel show, ma divenne uno dei primi Afroamericani a diversificarsi nel teatro ufficiale con ruoli di una certa importanza.
Fu anche il primo nero ad interpretare il ruolo dello zio Tom sia in palcoscenico che sullo schermo. Nel 1890 ebbe un ruolo importante nello spettacolo, tutto rappresentato da attori di colore, dal titolo The Creole Show, nel quale era anche previsto un coro di voci femminili, prodotto dal celbre impresario di spettacoli burlesque Sam T. Jack. James Weldon Johnson si riferiva a lui come il "Grande vecchio uomo del teatro dei Neri".